# 沼田園子
沼田 園子（ぬまた そのこ、1958年10月19日 - ）は、日本のヴァイオリニスト。

## 経歴
東京都出身。東京藝術大学音楽学部付属音楽高校を経て、1981年東京芸術大学音楽学部弦楽科を首席で卒業。そのまま大学院に進学し、修士課程修了、1984年に博士課程単位習得。これまでに、兎束龍夫、海野義雄、久保陽子らに師事。
1990年より水戸室内管弦楽団のメンバーとして活躍。これまでに、ソリストとして主要オーケストラと共演するほか、各地の音楽祭にそれぞれ演奏家、講師として招待される。ヨーロッパ各国で演奏し、2002年にはルーマニア国立ジョルジュ・エネスコフィルハーモニーのソリストとして招待され、2003年には文化庁国際交流支援事業としてポーランドの各都市にて演奏し好評を博しており、そのほか内外の一流演奏家と共演するなど室内楽においても活発な活動を行っている。
東京芸術大学、洗足学園音楽大学の講師として後進の指導にも当たった。

## 受賞歴
- 1976年 全日本学生音楽コンクール 高校生の部 第2位入賞
- 1980年 全日本学生音楽コンクール 大学生の部 入選
- 1982年 パガニーニ国際コンクール 第3位（1位なし）入賞
- 1983年 アルベルト・クルチ国際コンクール 第5位入賞
- 1987年 マリア・カナルス国際コンクール ヴァイオリン・ピアノ二重奏部門 第2位入賞（蓼沼明美と共に受賞）
- 1991年 日本音楽コンクール 作曲部門 コンクール審査委員会特別賞、中島健蔵音楽賞（アール・レスピランのメンバーとして）受賞
- 2005年 静岡県文化奨励賞受賞